# Starter (genetyka)

Schemat replikacji DNA z zaznaczonymi starterami

Starter, primer − w organizmach żywych polinukleotydowy fragment RNA powstający z udziałem prymazy i dołączany do opóźnionej nici DNA (starterowy RNA). 
Do startera dobudowywane są, z zachowaniem zasady komplementarności, deoksyrybonukleotydy. Odbywa się to przy udziale polimerazy DNA (różnej dla prokariontów i eukariontów). Synteza zawsze odbywa się w kierunku od końca 5' do końca 3' (polarność replikacji).
Są dwa typy starterów: starter przedni (wewnętrzny FIP (ang. forward inner primer) i zewnętrzny F3), którego sekwencja musi być taka sama jak sekwencja powielana, oraz starter wsteczny (wewnętrzny BIP (ang. backward inner primer) i zewnętrzny B3), którego sekwencja musi być komplementarna wobec powielanej.

## Technika laboratoryjna
W łańcuchowej reakcji polimerazy jako startery wykorzystuje się krótkie (około 20 nukleotydów) jednoniciowe syntetyczne oligonukleotydy DNA (starterowy DNA).